# Cittàslow

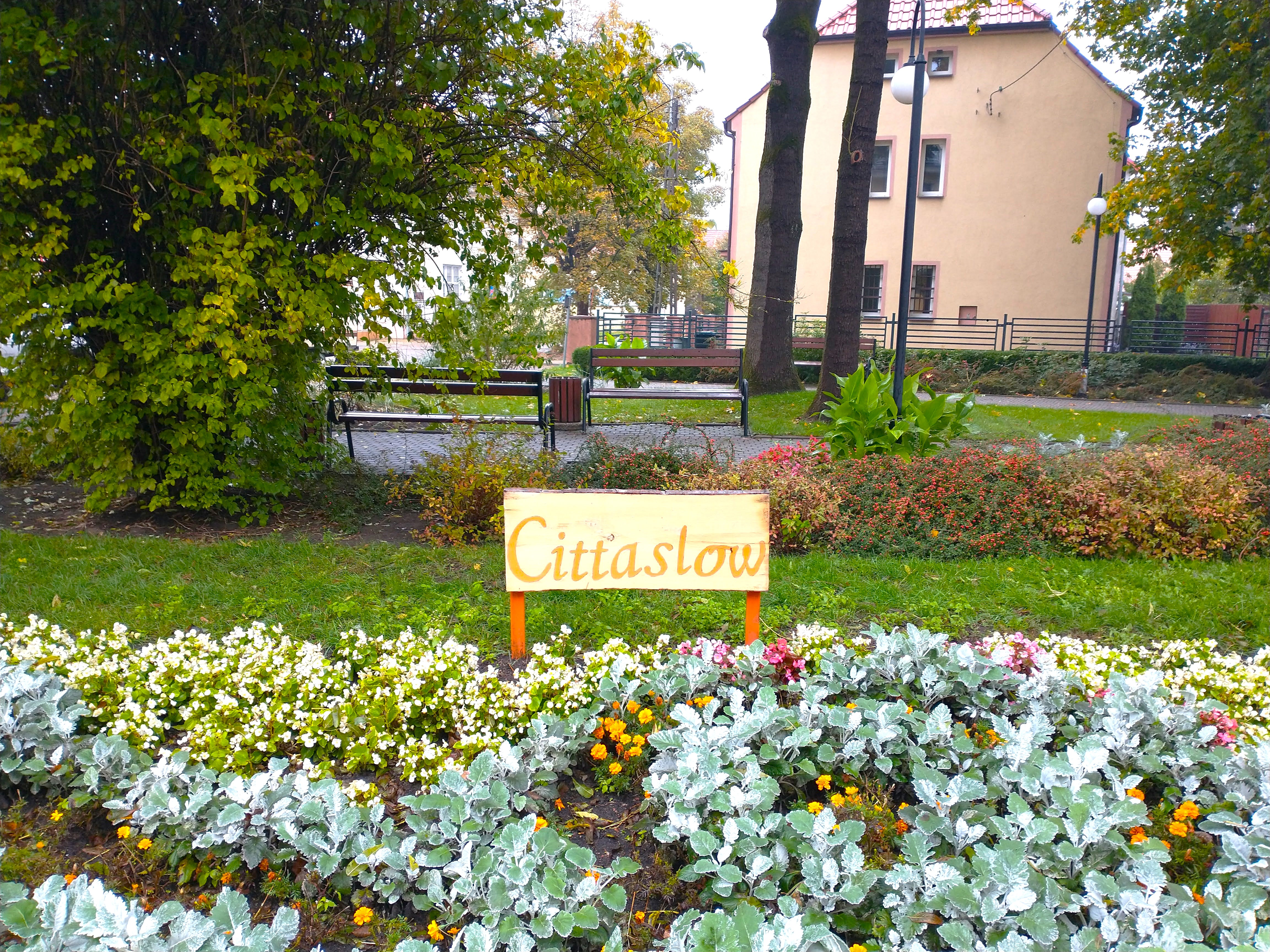
Tablica na Skwerze Henryka Dobosza w Ornecie

Cittàslow (dosł. Powolne miasto) – powstały w 1999 roku we Włoszech ruch, a zarazem organizacja non-profit, której celem jest oparcie się globalizacji i homogenizacji miast poprzez popieranie różnorodności kulturalnej, ochronę środowiska naturalnego, promocję tradycyjnych lokalnych produktów oraz dążenie do poprawy jakości życia. Inspiracją dla ruchu jest organizacja Slow Food.
Siedzibą biura Międzynarodowej Sieci Miast Cittaslow jest włoskie miasto Orvieto.

## Historia i charakterystyka ruchu
Ruch Cittàslow zapoczątkowany został w Toskanii, gdzie w odróżnieniu od współczesnych centrów turystyki masowej (jak Majorka czy Lazurowe Wybrzeże) zaczęto preferować turystykę zrównoważoną (soft tourism, Sanfte Tourismus), rozwijającą się od lat 80. XX wieku zgodnie z zasadami: wolno, cicho, mało, dokładnie i aktywnie, w przeciwieństwie do tzw. twardej turystyki wyznającej zasady: masowo, szybko, głośno, dużo, powierzchownie itp. Podstawą łagodnej turystyki jest harmonia między potrzebami turystów, środowiska naturalnego i lokalnych społeczności, a formami jej realizacji – turystyka studyjna, kulturowa, kulturalna, ekologiczna, rowerowa, industrialna itp.
Z ruchem Cittàslow wiążą się również takie postawy, jak slow travel czy slow driving (niespieszne podróżowanie), slow money (dotyczące inwestowania), slow parenting (dotyczące wychowania dzieci), slow work (związane z pracą), a nawet slow sex. Wszystkie te postawy łączy przekonanie, że życie w pośpiechu powoduje znaczący spadek efektywności i kreatywności, zwiększając zarazem frustrację oraz liczbę błędów i pomyłek. Kultowi wszechobecnej szybkości przeciwstawia się w szczególności idea slow work, będąca sposobem myślenia i postrzegania obowiązków zawodowych w sposób dostosowany do własnego, indywidualnego tempa pracy. Dzięki temu powstają warunki dla skupienia się nad jakością i efektywnością wykonywanych zadań, a dodatkowo zachowuje się odpowiednią równowagę, potrzebną, by pracować i żyć lepiej. Zdaniem zwolenników slow worku wielogodzinna praca długofalowo się nie sprawdza, wielozadaniowość to mit, a kreatywność na czas to w rzeczywistości powielanie schematów. Praca nie pozostawiająca czasu na zastanowienie się nad problemami czy intelektualny wypoczynek staje się powierzchowna i nieskuteczna. Codzienna gonitwa przynosi więcej szkody niż pożytku, dlatego też należy zwolnić i dostosować swoją pracę do nowych warunków.
W 1999 Paolo Saturnini – burmistrz Greve w Chianti – wymyślił Cittàslow jako ruch „miast powolnych” czy „niespiesznych”, propagujący koncepcję dobrego i spokojnego (a więc bezstresowego) życia codziennego w niewielkich miasteczkach jako przeciwieństwo pośpiechu i stresu wielkich aglomeracji, promowanie lokalnych produktów i usług oraz rezygnację z turystyki masowej na rzecz turystyki wyciszonej. Nie oznacza to powolnego rozwoju czy pozostawania w tyle, a używanie nowych technologii dla polepszenia standardu życia w miasteczkach, mających stać się idealnym miejscem do życia. Każdy element życia miasta powinien być modyfikowany zgodnie z zasadami prymatu przyjemności nad zyskiem, jednostki nad urzędem, powolności nad szybkością. Zakłada się przy tym dbałość o środowisko naturalne (używanie energii odnawialnych, ograniczanie hałasu), funkcjonalność i dostępność infrastruktury miejskiej oraz przestrzeni publicznej (ze szczególnym naciskiem na tereny zielone oraz strefy ruchu pieszego), dbałość o oryginalną historyczną zabudowę oraz skomunikowanie ze światem za pośrednictwem dobrze oznakowanych tras turystycznych zamiast autostrad. Równocześnie promowane są ekologiczne i lokalne produkty spożywcze, rzemiosło bazujące na lokalnej tradycji, drobne firmy rodzinne, ekologiczne budownictwo, a także krzewienie ducha gościnności i wspólnoty sąsiedzkiej itp. W niektórych miastach zakazuje się np. lokalizacji supermarketów lub stosowania jaskrawych neonów. Przyjmuje się, że przyjęcie takiej postawy przyczynia się do zwiększania dochodów z turystyki, ponieważ coraz więcej osób ucieka od zgiełku cywilizacyjnego, szukając po prostu spokoju, miłych widoków oraz przyjaznej atmosfery, którą można chłonąć z dala od ludzkich tłumów. W rezultacie pozwala to na zmniejszenie bezrobocia i ożywienie lokalnej gospodarki.
Do międzynarodowego stowarzyszenia mogą należeć miasta liczące mniej niż 50 tys. mieszkańców, które zobowiązały się realizować cele ruchu. Na całym świecie do ruchu należy 288 miast z 33 krajów.
Pierwszym miastem w Polsce, które przystąpiło do ruchu Międzynarodowego Stowarzyszenia Miast Cittaslow był Reszel (12 lipca 2004 roku). Obecnie w Polsce do sieci należy 38 miast (w tym 1 miejscowość niebędąca miastem), z czego aż 28 to miejscowości z województwa warmińsko-mazurskiego.

## Cele Cittàslow
Miasta ruchu Cittàslow realizują następujące cele:
- poprawa jakości życia mieszkańców dzięki tworzeniu przyjaznej infrastruktury miejskiej oraz miejsc odpoczynku i rekreacji
- ochrona środowiska naturalnego i promowanie postaw proekologicznych
- dbałość o zabytki, ich renowację oraz estetykę miast
- rozpowszechnianie kultury gościnności poprzez zapewnienie mieszkańcom i turystom bogatej oferty kulturalnej i rekreacyjnej a także promocja tych atutów
- promowanie lokalnych produktów i wyrobów, miejscowego rzemiosła oraz kuchni
- eliminowanie barier architektonicznych, utrudniających poruszanie się osobom niepełnosprawnym
- wykorzystanie najnowszych technologii do realizacji celów ruchu „miast dobrej jakości życia”
- usprawnianie pracy lokalnej administracji oraz dostosowywanie funkcjonowania instytucji do potrzeb mieszkańców wykorzystując m.in. narzędzia SmartCity 3.0 np. Urząd Miasta Górowo Iławeckie odbiera zgłoszenia z LocalSpot.

## Członkowie

### Miasta zagraniczne
| Kraj                | Miasta | Liczba |
| ------------------- | --- | ------ |
| Australia           | Goolwa, Katoomba, Yea | 3      |
| Austria             | Enns, Hartberg, Horn | 3      |
| Belgia              | Beauvechain, Damme, Chaudfontaine, Enghien, Estinnes, Jurbise, Lens, Maaseik, Silly | 9      |
| Brazylia            | Socorro | 1      |
| Chiny               | Changjia, Changshan-Zigang, Dongying, Erdaobaihe, Fuli, Jingyang, Luzhi, Maolin, Shimenshan, Songbai, Yanyang, Yaxi, Yingpan, Yuhu | 14     |
| Chorwacja           | Makarska | 1      |
| Dania               | Mariagerfjord, Svendborg | 2      |
| Finlandia           | Kristinestad | 1      |
| Francja             | Cazaubon, Créon, Labastide d’Armagnac, Labouheyre, Lectoure, Le Haillan, Loix, Mirande, Saint Antonin Noble Val, Samatan, Segonzac, Simorre, Valmondois | 13     |
| Holandia            | Alphen-Chaam, Borger-Odoorn, Echt-Susteren, Eijsden-Margraten, Gulpen-Wittem, Heerde, Midden-Delfland, Peel en Maas, Vaals, Westerwolde | 10     |
| Kolumbia            | Marulanda, Pijao | 2      |
| Kanada              | Cowichan Bay, Lac-Mégantic, Naramata, Wolfville | 4      |
| Niemcy              | Bad Essen, Bad Schussenried, Bad Wimpfen, Berching, Bischofsheim, Blieskastel, Deidesheim, Hersbruck, Homberg (Efze), Lüdinghausen, Maikammer, Meldorf, Michelstadt, Nördlingen, Penzlin, Selfkant, Schneverdingen, Schwetzingen, Spalt, Stollberg, Überlingen, Waldkirch, Wirsberg, Zwingenberg | 24     |
| Węgry               | Hódmezővásárhely | 1      |
| Islandia            | Djupavogshreppur | 1      |
| Irlandia            | Clonakilty | 1      |
| Włochy              | Abbiategrasso, Acqualagna, Acquapendente, Altomonte, Amalfi, Amelia, Anghiari, Asolo, Baiso, Barga, Belluno, Borgo Val di Taro, Bra, Brisighella, Caiazzo, Capalbio, Casalbeltrame, Castel Campagnano, Castelnovo ne' Monti, Castelnuovo Berardenga, Castel San Pietro Terme, Castiglione Olona, Castiglione in Teverina, Cerreto Sannita, Chiavenna, Chiaverano, Cisternino, Città della Pieve, Città Sant’Angelo, Civitella in Val di Chiana, Controguerra, Cortona, Cutigliano, Farra di Soligo, Ficulle, Follina, Fontanellato, Francavilla al Mare, Galeata, Gioi, Giuliano Teatino, Gravina in Puglia, Greve in Chianti, Grumes, Guardiagrele, Levanto, Marradi, Massa Marittima, Monte Castello di Vibio, Montefalco, Morimondo, Mulazzo, Norcia, Novellara, Orsara di Puglia, Orvieto, Parrano, Pellegrino Parmense, Penne (Pescara), Perito, Pianella, Pineto, Pollica, Positano, Pratovecchio, Preci, Ribera, Salorno, San Miniato, San Potito Sannitico, Sant’Agata di Puglia, Santarcangelo di Romagna, San Vincenzo, Santa Sofia, Sperlonga, Stio, Suvereto, Teglio, Tirano, Todi, Tolfa, Torgiano, Trani, Travacò Siccomario, Trevi, Turbigo, Usseglio, Zibello | 88     |
| Japonia             | Kesennuma, Maebashi-Akagi | 1      |
| Luksemburg          | Clervaux | 1      |
| Nowa Zelandia       | Matakana | 1      |
| Cypr Północny/ Cypr | Lefkoniko, Lefke, Mehmetçik, Tatlısu, Yeniboğaziçi | 5      |
| Norwegia            | Sokndal, Ulvik | 2      |
| Portugalia          | São Brás de Alportel, Silves, Tavira, Viana do Castelo | 4      |
| Rosja               | Swietłogorsk | 1      |
| Południowa Afryka   | Sedgefield | 1      |
| Korea Południowa    | Cheongsong, Chuncheon, Damyang, Gimhae, Hadong, Jangheung, Jecheon, Jeonju, Mokpo, Sangju, Seocheon, Shinan, Taean, Wando, Yeongwol, Yeongyang, Yesan | 17     |
| Hiszpania           | Artà, Balmaseda, Begues, Begur, Benabarre, Bubión, Lekeitio, Mungia, Pals, Rubielos de Mora, Villa de La Orotava | 11     |
| Szwecja             | Falköping | 1      |
| Tajwan              | Dalin, Fenglin, Jhutian, Nanzhuang, Sanyi, Zhutian | 6      |
| Turcja              | Ahlat, Akyaka, Arapgir, Eğirdir, Finike, Foça, Gerze, Gökçeada, Göynük, Güdül, Halfeti, İznik, Kemaliye, Köyceğiz, Mudurnu, Perşembe, Şarköy, Şavşat, Seferihisar, Uzundere, Vize, Yalvaç, Yenipazar | 23     |
| Wielka Brytania     | Aylsham, Llangollen, Mold | 3      |
| Stany Zjednoczone   | Sebastopol, Sonoma | 2      |

### Miasta w Polsce
| Województwo         | Miasta (w tym miejscowości niebędące miastami) | Liczba |
| ------------------- | --- | ------ |
| kujawsko-pomorskie  | Golub-Dobrzyń | 1      |
| lubelskie           | Rejowiec Fabryczny | 1      |
| łódzkie             | Rzgów | 1      |
| mazowieckie         | Sierpc | 1      |
| opolskie            | Głubczyce, Prudnik | 2      |
| pomorskie           | Nowy Dwór Gdański | 1      |
| śląskie             | Kalety | 1      |
| warmińsko-mazurskie | Barczewo, Bartoszyce, Biała Piska, Biskupiec, Bisztynek, Braniewo, Dobre Miasto, Działdowo, Gołdap, Górowo Iławeckie, Jeziorany, Kisielice, Lidzbark Warmiński, Lidzbark Welski, Lubawa, Morąg, Nidzica, Nowe Miasto Lubawskie, Olecko, Olsztynek, Orneta, Pasym, Reszel, Ryn, Sępopol, Szczytno, Węgorzewo, Wydminy | 28     |
| wielkopolskie       | Murowana Goślina | 1      |
| zachodniopomorskie  | Sianów | 1      |
| Razem               | Razem | 38     |